# Teresa Stadlober
Teresa Stadlober (Schladming, 1º febbraio 1993) è una fondista austriaca.
È figlia del fondista Alois e della sciatrice alpina Roswitha Steiner.

## Biografia
Originaria di Radstadt e attiva in campo internazionale dal dicembre del 2008, ai Mondiali di Val di Fiemme 2013, suo esordio iridato, si è classificata 26ª nella 10 km, 29ª nello skiathlon e 11ª nella staffetta. In Coppa del Mondo ha esordito il 29 novembre 2013 a Kuusamo (97°) e ai Giochi olimpici invernali a Soči 2014, dove è stata 20ª nella 30 km, 35ª nello skiathlon, 8ª nella sprint a squadre e 12ª nella staffetta.
Ai Mondiali di Falun 2015 si è classificata 25ª nella 10 km, 13ª nella 30 km e 21ª nello skiathlon; due anni dopo, nella rassegna iridata di Lahti 2017, nelle medesime specialità è stata rispettivamente 12ª, 8ª e 6ª. Ai XXIII Giochi olimpici invernali di Pyeongchang 2018 si è classificata 9ª nella 30 km, 7ª nello skiathlon e 14ª nella sprint a squadre; l'anno dopo ai Mondiali di Seefeld in Tirol 2019 è stata 8ª nella 10 km e 8ª nella 30 km, mentre nella stagione successiva ha conquistato il primo podio in Coppa del Mondo, il 25 gennaio 2020 a Oberstdorf (3ª). Ai Mondiali di Oberstdorf 2021 si è classificata 9ª nella 10 km, 5ª nella 30 km e 4ª nello skiathlon; l'anno dopo ai XXIV Giochi olimpici invernali di Pechino 2022 ha vinto la medaglia di bronzo nello skiathlon e si è piazzata 9ª nella 10 km, 11ª nella 30 km e 6ª nella sprint a squadre. Ai Mondiali di Planica 2023 è stata 8ª nella 30 km e 17ª nello skiathlon e a quelli di Trondheim 2025 si è classificata 4ª nella 10 km, 11ª nella 50 km e 16ª nello skiathlon.

## Palmarès

### Olimpiadi
- 1 medaglia:
  - 1 bronzo (skiathlon a Pechino 2022)

### Mondiali juniores
- 2 medaglie:
  - 1 oro (inseguimento a Liberec 2013)
  - 1 argento (5 km a Liberec 2013)

### Coppa del Mondo
- Miglior piazzamento in classifica generale: 10º nel 2020
- 2 podi (individuali):
  - 2 terzi posti

#### Coppa del Mondo - competizioni intermedie
- 3 podi di tappa:
  - 2 secondi posti
  - 1 terzo posto

### Campionati austriaci
- 20 medaglie[2]:
  - 12 ori (5 km TC nel 2010; staffetta nel 2011; staffetta nel 2012; 5 km TC, staffetta nel 2013; 5 km, staffetta nel 2014; 15 km TL MS, sprint nel 2015; 5 km TC, inseguimento nel 2016; 15 km TL MS nel 2017)
  - 8 argenti (inseguimento nel 2010; 5 km TC, inseguimento nel 2011; 5 km TC, 15 km TL MS nel 2012; 15 km TL nel 2013; 15 km TC MS nel 2014; sprint TL nel 2017)

### Campionati austriaci juniores
- 10 medaglie[2]:
  - 3 ori (5 km TC, 10 km TL MS nel 2011; 5 km TC nel 2013)
  - 6 argenti (5 km TC, 7,5 km TL MS nel 2009; 5 km TC, inseguimento nel 2010; inseguimento nel 2011; 15 km TL nel 2013)
  - 1 bronzo (inseguimento nel 2009)